# Melizmat

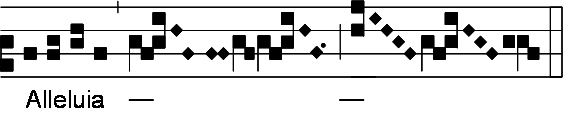
Melizmat na słowie Alleluia w Vigilia Nativitatis

Melizmat (gr.) – figura melodyczna śpiewana na jednej sylabie tekstu. W praktyce oznacza to, że na jednej sylabie wykonuje się wiele dźwięków.
Melizmatyka jest charakterystyczna dla śpiewu ambrozjańskiego, chorału gregoriańskiego (zwłaszcza na słowach Amen lub Alleluja) i muzyki orientalnej. Jest często stosowana w charakterze ornamentyki muzycznej we współczesnej muzyce popularnej. Jej użycie jest charakterystyczne w twórczości takich wokalistek jak Whitney Houston, Mariah Carey czy Christiny Aguilery.
Rozbudowane melizmaty na słowie Alleluja są nazywane jubilacjami. W muzyce średniowiecznej przyczyniły się do powstania nowych gatunków muzycznych – tropów i sekwencji.